# Fiat Pulse
La Fiat Pulse (nome in codice 363) è un'autovettura di tipo SUV prodotta dalla casa automobilistica italiana FIAT e venduta per il solo mercato sudamericano dal 2021.

## Profilo e contesto

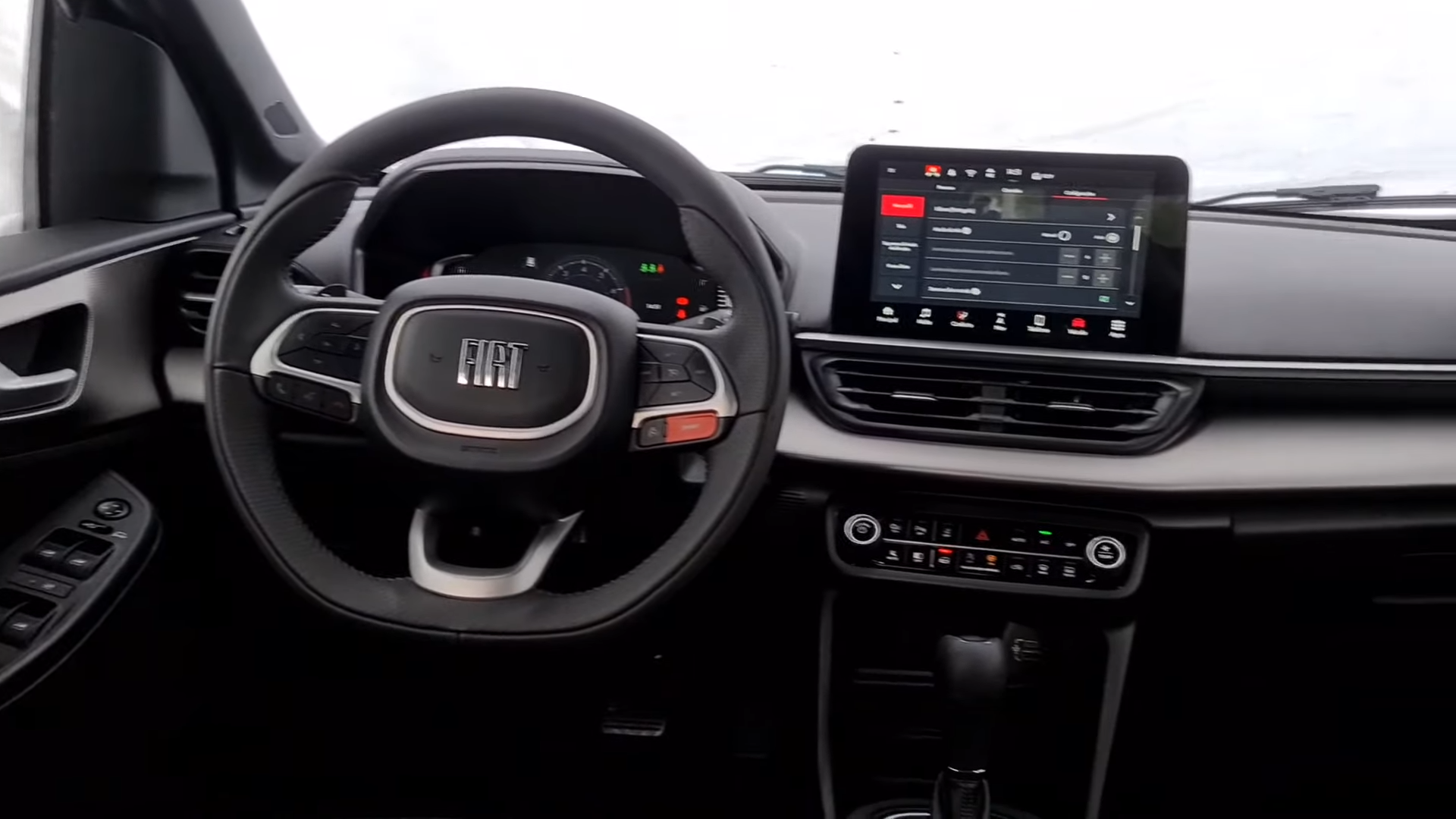
Vista degli interni

Nel maggio 2021 la Fiat ha presentato la vettura con il nome in codice Project 363 durante la finale della versione brasiliana del programma televisivo Big Brother Brasil.
Il nome della vettura è stato scelto attraverso una votazione on line sul sito ufficiale della filiale brasiliana della FIAT. Oltre al nome Pulse tra cui scegliere, erano disponibili anche i nomi Domo e Tuo. La Pulse va a collocarsi nel segmento di mercato dei SUV di medie dimensioni già occupato da vetture come la Honda WR-V e la Volkswagen Nivus. Prodotta nello stabilimento brasiliano di Betim, la vettura viene venduta solo nei mercati dell'America Latina.

## Descrizione e tecnica
L'autovettura si basa su un pianale di nuova concezione, la piattaforma MLA, ma riprende vari elementi e componenti sia di meccanica che di carrozzeria come le portiere e il tetto dalla coeva Fiat Argo. Ad alimentare la vettura ci sono due motorizzazioni a benzina della famiglia FireFly: un 1,3 litri a quattro cilindri aspirato con una potenza massima di 79 kW (107 CV) o un tre cilindri turbocompresso da 1.0 litri con 96 kW (130 CV). Entrambe le propulsioni, che possono essere alimentati anche ad etanolo, sono abbinate alla sola trazione anteriore.

## Riepilogo versioni
| Modello     | Disponibilità   | Motore                      | Alimentazione  | Cilindrata (cm³) | Cambio/Nº rapporti        | Potenza kW (CV) | Coppia max (N·m/giri al min) | Emissioni CO2 (g/km) | 0–100 km/h (secondi) | Velocità max (km/h) | Consumo medio (l/100 km) |
| 1.3 FireFly | da ottobre 2021 | 4 cilindri, Benzina         | Aspirato       | 1332             | Manuale a 5 marce         | 72 (98)         | 129/4250                     | -                    | /                    | /                   | /                        |
| 1.3 FireFly | da ottobre 2021 | 4 cilindri, Benzina/etanolo | Aspirato       | 1332             | Manuale a 5 marce         | 79 (107)        | 134/4000                     | -                    | /                    | /                   | /                        |
| 1.0 FireFly | da ottobre 2021 | 3 cilindri, benzina         | Turbocompresso | 999              | Doppia frizione a 7 marce | 92 (125)        | 200/1750                     | -                    | 9,4                  | 189                 | 7,7                      |
| 1.0 FireFly | da ottobre 2021 | 3 cilindri, Benzina/etanolo | Turbocompresso | 999              | Doppia frizione a 7 marce | 96 (130)        | 200/1750                     | -                    | 9,4                  | 189                 | 7,7                      |

## Abarth Pulse
Il modello Abarth della Pulse è stato svelato nel marzo 2022. Rispetto al modello base sono state apportate modifiche agli interni e al motore benzina 1.3 FireFly, che è stato dotato di turbo permettendogli di ottenere 182 cavalli (136 kW) e 270 N⋅m di coppia. FIAT ha dichiarato uno 0-100 inferiore agli 8 secondi e una velocità massima di 210 km/h.